# 盧昇
盧昇（1423年—1482年），字孔昭，江西饒州府樂平縣人，民籍，治《詩經》，年二十六歲中式正統十三年戊辰科第三甲第八十一名進士。十二月初二日生，行二，曾祖盧原政；祖盧德茂；父盧伯曠；母程氏。具慶下，妻彭氏，兄文材。由府學生中式江西鄉試第五十名舉人，會試中式第七十三名。